# Jan van Walré
Jan van Walré (Haarlem, 22 augustus 1759 – aldaar, 21 december 1837) was een Nederlandse boekhandelaar, schrijver van gedichten en tragedies en provisioneel representant namens Haarlem.

## Levensloop
Hij is geboren als zoon van Jan van Walrée en Johanna van Westerkappel, doorliep de Latijnse school en ging daarna in de boekhandel van zijn vader werken tot zijn vaders dood in 1782. In hetzelfde jaar trouwde hij met Maria Kops, waarmee hij elf kinderen kreeg.
Na deze periode schreef hij verschillende gedichten voor vrienden, waarna hij in 1785 een theatergezelschap oprichtte en in datzelfde jaar zijn eerste stuk publiceerde, het treurspel Willem de Eerste, Prins van Oranje in 1785, over een aanslag die in 1572 door Karel IX van Frankrijk tegen Willem van Oranje werd gesmeed.
Van Walré was patriottisch gezind en was provisioneel representant namens Haarlem van 7 februari 1795 tot 2 maart 1796. Hij schreef hierna nog een aantal kleine stukken, waaronder een navolging op Rousseaus Pygmalion in 1796, een zangspel getiteld Natuur en opvoeding of het Gansje in 1800 en twee dichtbundels onder de titel Heidebloemen in 1815 en 1816.
Het tweede treurspel dat hij maakte was Diederik en Willem van Holland in 1821, daarna schreef hij in 1821 nog de dichtbundel Gedachtenisoffer aan Ward Ringler en in 1828 nog een dichtbundel getiteld Hekstluitingen, in zijn latere jaren schreef hij nog stukken voor de rederijkerskamer.

## Werken

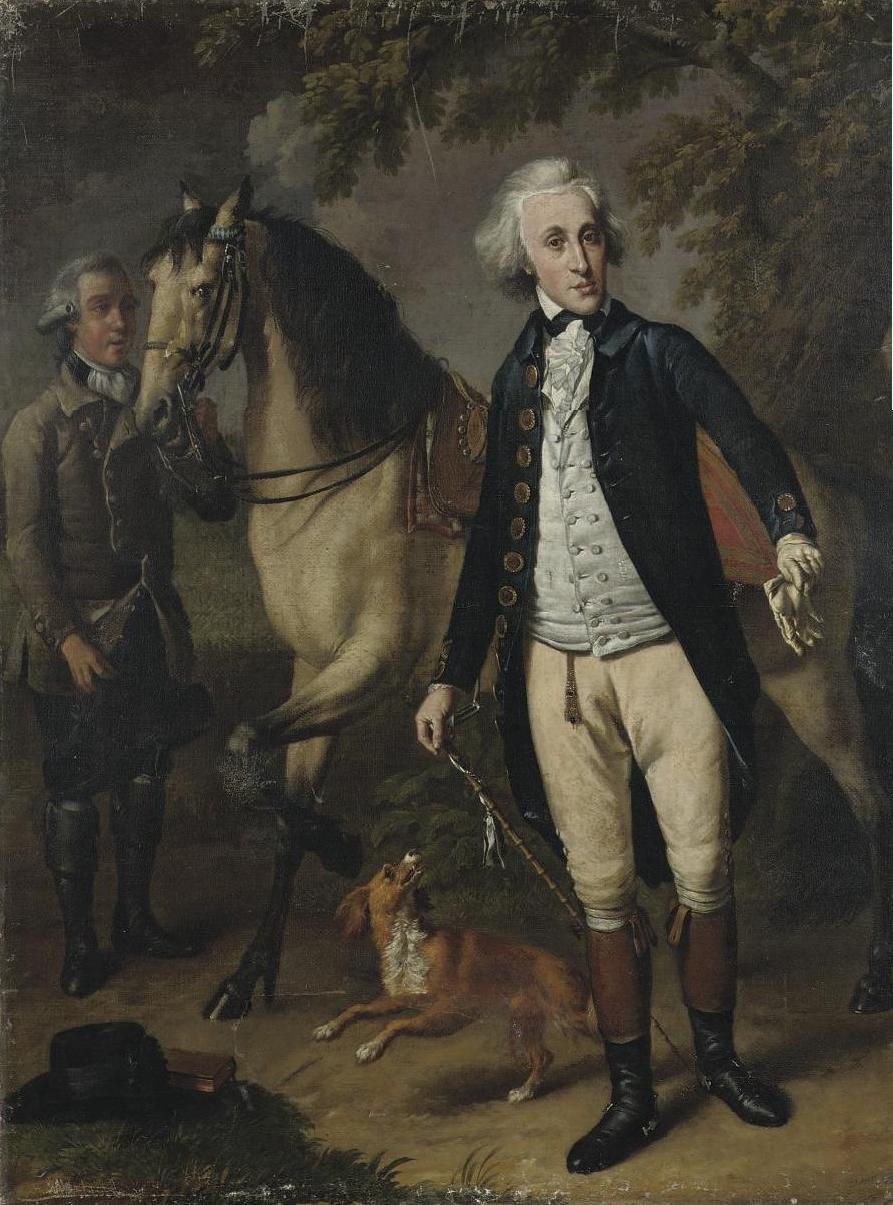
Portret van Jan van Walré met zijn paard, hond en stalknecht, door Wybrand Hendriks, 1787

#### Toneelspelen
- Willem de Eerste, Prins van Oranje (1785)
- Natuur en opvoeding of het Gansje (1800)
- Diederik en Willem van Holland (1821)

#### Dichtbundels
- Heidebloemen, eerste deel (1815)
- Heidebloemen, tweede deel (1816)
- Gedachtenisoffer aan Ward Ringler (1821)
- Hekstluitingen (1828)

#### Vertalingen
- Avontuurlijke nacht, naar Antoine-Jean Bourlin (1785)